# Gabríela Friðriksdóttir
En aquest nom islandès, el darrer nom és un patronímic, no pas un cognom. La manera de referir-se a aquesta persona és pel nom de pila.
Gabríela Friðriksdóttir (Reykjavík, 1971) és una escultora islandesa. Va estudiar a Islàndia, i va completar els seus estudis a la República Txeca i a Itàlia. A més de per les seves obres artístiques, Gabriela és coneguda per la seva cooperació amb Björk, amb qui hi ha col·laborat des de 2002. Va començar amb el disseny de la caixa Family Tree de Björk, i posteriorment en el vídeo musical de 2005 per a la cançó "Where Is The Line" de l'àlbum Medúlla. El treball multimèdia combinat d'ambdues artistes es va presentar en la Biennal de Venècia de 2005. El seu treball ha estat associat amb l'art neogòtic.